# علاج بالصدمة
كان«العلاج بالصدمة»أحد الأساليب العلاجية الزائفة العديدة الموصوفة في كتاب العلاجات المجنونة. ينطوي على تفاعل تصادمي عال بين المريض واختصاصي العلاج النفسي، أو بين المريض وزملائه المرضى في أثناء العلاج الجماعي، إذ قد يتعرض المريض للإيذاء اللفظي أو التنديد به أو الإهانة من قبل المعالج النفسي أو أعضاء آخرين في المجموعة.
استخدمت مجموعات هذه الطريقة مثل سينانون، وبيت الملحمة، وسترايت، اينك (المؤسسة الأمريكية الخالية من المخدرات)، وأكاديمية جون ديوي، ومدرسة إيلان، ومدرسة دي سيستو، وأكاديمية البوَّابة، ومؤسسة أميتي مزرعة الشجرة الحلقية، ومدرسة سي إيه دي يو، ومدرسة الشلال، واستخدمت طرقًا مماثلة في تدريب توعية المجموعة الكبيرة.
اقترحَ تقرير صدر عام 1990 عن معهد الطب حول طرق علاج مشكلات الكحول أنه يجب تقييم الصورة الذاتية للأفراد قبل تكليفهم بالخضوع للعلاج بالصدمة؛ كان هناك دليل على أن الأشخاص الذين لديهم صورة ذاتية إيجابية قد يستفيدون من العلاج، في حين أن الأشخاص الذين لديهم صورة ذاتية سلبية لن يستفيدوا، أو قد يتعرضون للأذى بالفعل.

## المنهجية
يمكن أن يكون العلاج بالصدمة مشكلة خصوصًا عندما يكون أعضاء المجموعة مقيدين، ولا يُسمح لهم بالمغادرة في أثناء الجلسات. في العلاج النفسي الجماعي للمدمنين، لاحظ فلوريس أن العلاج بالصدمة يمكن أن يحدث عندما يتعرض الأفراد للترهيب النفسي في جو المواجهة. في كتابها المساعدة بأي ثمن: كيف تؤثر نشأة المراهق المضطرب سلبيًا على الآباء وتؤذي الأطفال، كتبت مايا سالافيتز أن العلاج يمكن أن يشمل تكتيكات العزلة، والفرض الصارم للقواعد، ما يؤدي لاحقًا إلى استعادة حرية السماح المحدودة، والاعتراف بمن امتثلوا للقواعد المتشددة. كتب عالِم النفس دونالد آيزنر في كتابه الموت من العلاج النفسي أنَّ العلاج بالصدمة هو محاولات لهدم دفاعات المريض من خلال الإجراءات اللفظية أو الجسدية الشديدة. يصف تيودور العلاج  بالصدمة في الاستشارة الجماعية، إذ كتب أن الفرد يتعرض للسخرية أمام الآخرين، ويُستجوب ويُسأل بشأن أنماط سلوكه الشخصي. يمكن أن يحدث العلاج بالصدمة وفقًا لكتاب ماران بعنوان ديرتي، في مجموعات لقاء وتفاعلات يومية طوال الليل. كتب مونتي وكولبي وأوليري في كتاب تعاطي المراهقين الكحول والمواد المفسدة أنه في العلاج، كانت هناك حركة وهي: «هدمهم من أجل بِنائهم»، في إشارة إلى منهجية هدم الذات الفردية من أجل تثقيف الفرد في أنماط التفكير المتأصلة للمجموعة وقائد المجموعة.
لاحظ كورسيني وأورباخ في الموسوعة المختصرة لعلم النفس، أن العلاج يؤكد على كل فرد للتعبير عن الغضب. وَصَف ساتيل وسومرز اللذان يمثلان حالة واحدة تحت العلاج أنَّ العلاج بالصدمة من العلاجات التعبيرية الأكثر غرابة، ووُضع في نفس الفئة وهي الصرخة البدائية، اللقاء المكشوف، ورولفينج -علاج رولف-. كَتبَ كولمان وكريسي في كتاب المشكلات الاجتماعية أنَّه في العلاج، تنتقد وتهدم المجموعة الكبيرة فردًا واحد منها.

## المجموعات التي تستخدم العلاج بالصدمة
لاحظ كانفر وجولدشتاين في كتابهما الدراسي «مساعدة الناس على التغيير»، أن المجموعة المثيرة للجدل سينانون استخدمت شكلاً من أشكال العلاج بالصدمة. كتبت الرابطة الوطنية للصحة العقلية منشورًا أن شكل العلاج للمجموعة سينانون كان يسمى أيضًا «لعبة مواجهة سينانون». وصفت الموسوعة المختصرة لعلم النفس أيضًا طريقة سينانون للعلاج، مشيرة إلى أنها تختلف حتى عن النماذج الأخرى التي يمكن اعتبارها تستخدم نهجًا مشابهًا. قارن بالجوين «العلاج بالصدمة اللفظي في لعبة سينانون» مع العلاج الجماعي القياسي، في دراسة نشرت في مجلة علم النفس الاجتماعي. ويليامز في قاموس علم العقاب الأمريكي، أن العلاج تطور في الواقع لأول مرة في مجموعة سينانون لوحظ في المجتمعات العلاجية لعلاج متعاطي المخدرات، أنه في سينانون، أُشير الأعضاء إلى العلاج داخل المجموعة ببساطة باسم «اللعبة». وبالمثل، فقد وصف مشارك سابق تقنيات العلاج المستخدمة في سينانون في المجتمع العلاجي بأنها «وحشية وتحد من السادية». بالإضافة إلى المقارنات مع سينانون، قارنا ميلر ورولنيك أيضًا طرق العلاج مع الإخافة المباشرة ومعسكرات التمهيد العلاجية، في كتابهم المقابلات التحفيزية: إعداد الناس للتغيير. وأنَّ مؤيدي العلاج بالصدمة يعتقدون أن: «الناس لا يتغيرون لأنهم لم يعانوا بشكل كافٍ». تصف مايا سالافيتز في كتابها المساعدة بأي ثمن: كيف تؤثر نشأة المراهق المضطرب سلبًا على الآباء وأذية الأطفال، تقنيات العلاج المسيء من قبل سترايت، اينك. استخدمت طريقة العلاج هذه أيضًا في مدرسة إيلان المغلقة الآن. يرجع جزء من سبب إغلاق إيلان إلى ضغوط من النشطاء الذين رأوا استخدام هذا النوع من العلاج على أنه أمر خاطئ ومهين. شائعات عن استخدام العلاج تحيط أيضًا بأكاديمية جون ديوي، إذ كتب العديد من المقيمين السابقين على الإنترنت عن مجموعات المواجهة الوحشية التي تستمر ثلاث ساعات، وثلاث مرات في الأسبوع والتي تشكل برنامج العلاج في المدرسة. تناول توم براتر، مؤسس المدرسة، ادعاءات استخدام العلاج في المؤسسة، بالإضافة إلى الادعاءات بأن جون ديوي بيئة شبيهة بالعبادة تفرض تعديل السلوك على المراهقين من خلال الخوف والهجوم وسوء المعاملة، ولكن منذ وفاته في عام 2012، بدا أن المجتمع العلاجي قد نسي هذه المشكلات.